# Fernand Portmans
Marie Joseph Joannes Germanus Ferninandus (Fernand) Portmans (Hasselt, 6 september 1896 - mei 1983) was een Belgisch politicus voor de KVV en diens opvolger CVP.

## Levensloop
Fernand Portmans is de zoon van Ferdinand Portmans, notaris en burgemeester van Hasselt. Na zijn middelbare studies aan het Sint-Jozefscollege in Hasselt studeerde hij rechten aan de Katholieke Universiteit Leuven. Na zijn studies vestigde hij zich als notaris in Dendermonde.
Jonkheer Portmans was van 1939 tot 1964 burgemeester van Dendermonde. Hij volgde in deze hoedanigheid Jozef Verbelen op, zelf werd hij als burgemeester opgevolgd door William Bruynincx. Tijdens de Tweede Wereldoorlog werd Portmans gemobiliseerd als reserve-kapitein-commandant.